# Judith Westphalen
Judith Westphalen (Catacaos, Piura, 2 de juny de 1922 - Roma, 31 de desembre de 1976) va ser una pintora peruana. Els seus pares van ser José Ortiz i Zoila Reyes. Pintora autodidacta pionera de l'art abstracte del Perú.
Després de participar en una exposició col·lectiva a Viña del Mar en 1946, realitza la seva primera mostra individual a la sala Bach de Lima (1947). Viu i treballa, en companyia del seu espòs l'escriptor Emilio Adolfo Westphalen, a Lima (Perú), Nova York(EUA), Los Boliches (Espanya), Florència i Roma (Itàlia). Sobre la seva obra han escrit poetes com Rafael Alberti, Murilo Mendes o Javier Sologuren així com el gran pintor peruà Fernando de Szyszlo. Va realitzar exposicions tant al seu país com als EUA, Itàlia, Xile, Espanya, Mèxic i Bèlgica.
De juny a agost del 2007 es va presentar una important retrospectiva del seu treball en les Galeries de la Municipalitat de Miraflores (Llima - Perú)